# Ralph Regenvanu

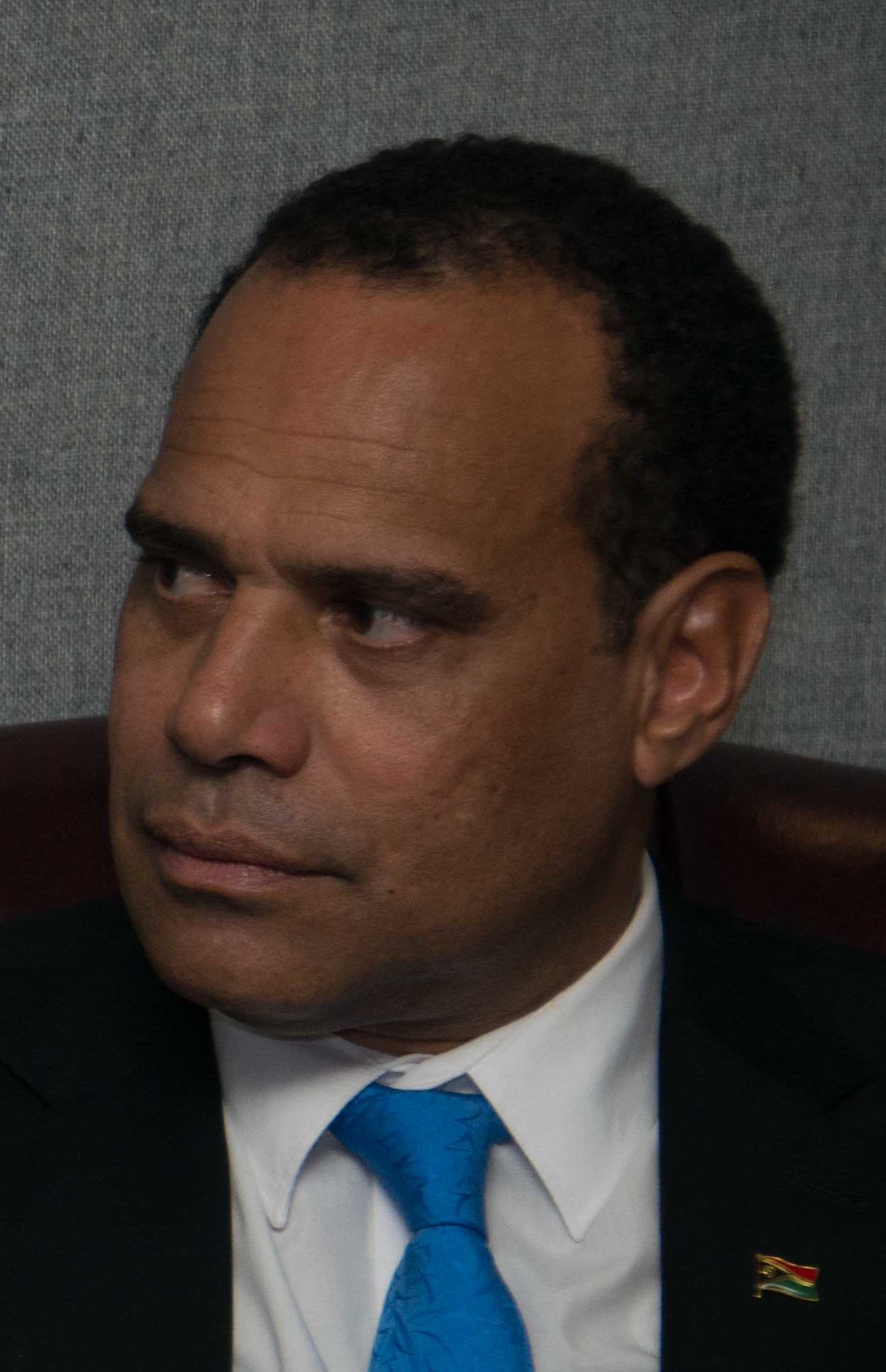
Ralph Regenvanu (2018)

Ralph John Regenvanu (* 20. September 1970 in Suva, Fidschi) ist ein vanuatuischer Politiker der Land and Justice Party GJP (Graon mo Jastis Party). Er war von 2017 bis 2020 Außenminister von Vanuatu und ist seit 2023 Minister für Klimawandel, Anpassung, Meteorologie und Georisiken, Energie, Umwelt und Katastrophenrisikomanagement.

## Leben
Regenvanu ist ein Sohn des presbyterianischen Geistlichen und Politikers Sethy John Regenvanu, der zwischen 1980 und 1998 Mitglied des Parlaments, mehrmals Minister sowie im September 2014 war. Er selbst wuchs auf der Insel Malakula auf und begann nach dem Schulbesuch 1986 ein Studium der Fächer Entwicklungsforschung und Anthropologie an der Australian National University (ANU), das er 1989 mit einem Bachelor of Arts (B.A.) abschloss. Während seiner anschließenden Tätigkeit von 1991 bis 1995 als Kurator des National Museum of Vanuatu gehörte er 1994 zu den Gründungsmitgliedern der Pacific Islands Museums Association (PIMA), ehe er zwischen 1995 und 2006 Direktor des Vanuatu Cultural Centre war.
2008 wurde Regenvanu für die Land and Justice Party GJP (Graon mo Jastis Party) erstmals zum Mitglied des Parlaments gewählt und vertritt dort seither den Wahlkreis Port Vila. Am 2. Dezember 2010 übernahm er in der ersten Regierung von Premierminister Sato Kilman sein erstes Ministeramt als Minister für wirtschaftliche Entwicklung, das er bis zum 18. Februar 2011 bekleidete. Nach einer Regierungsumbildung fungierte er zwischen dem 17. Februar und dem 10. März 2011 als Minister für Ländereien, Geologie, Bergbau und ländliche Wasserversorgung und wurde daraufhin im Zuge einer neuerlichen Regierungsumbildung am 10. März 2011 zum Minister für Justiz und soziale Wohlfahrt ernannt, wobei er dieses Amt bis zum 24. April 2011 behielt. Nachdem Kilman am 26. Juni 2011 als Premierminister seine dritte Regierung bildete, übernahm Regenvanu nunmehr das Amt des Ministers für Justiz und Gemeindedienste und behielt dieses bis zum 16. Januar 2012.
In der Regierung von Premierminister Moana Carcasses Kalosil wurde Regenvanu am 23. März 2013 zum Minister für Ländereien, Geologie, Bergbau, Energie und Wasserressourcen berufen und behielt dieses Amt vom 15. Mai 2014 bis zum 11. Juni 2015 auch in der darauf folgenden Regierung von Premierminister Joe Natuman. In der am 11. Februar 2016 gebildeten Regierung von Premierminister Charlot Salwai übernahm er anfangs erneut das Amt als Minister für Ländereien, Geologie, Bergbau, Energie und Wasserressourcen sowie im Anschluss nach einer Kabinettsumbildung am 19. Dezember 2017 von Bruno Leingkone das Amt des Außenministers sowie Ministers für Außenhandel.

## IGH-Klimagutachten 2025
2019, während seiner Zeit als Außenminister von Vanuatu, wandte sich eine studentische Organisation für den Kampf gegen den Klimawandel (Pacific Islands Students Fighting Climate Change) an Regenvanu und bat um Unterstützung für den Plan, das Thema Klimawandel vor den Internationalen Gerichtshof zu bringen. Regenvanu griff den Vorschlag auf, und Vanuatu reichte bei den Vereinten Nationen eine entsprechende Resolution ein. Im Frühjahr 2023 stimmte die Vollversammlung der Vereinten Nationen einstimmig für die Erstellung des geforderten Klimagutachtens. Dieses wurde – u. a. nach einer Anhörung mit 100 Staaten und Organisationen vor dem IGH – im Juli 2025 vorgelegt. Es verpflichtet die Weltgemeinschaft zu vorbeugendem Klimaschutz und Wiedergutmachung verursachter Schäden. Regenvanu – inzwischen im Amt des Klimaschutzministers von Vanuatu – bewertete das Gutachten in einem CNN-Interview als wichtigen Erfolg, insbesondere weil es die Rechtsposition der vom Klimawandel betroffenen Staaten bei der Konferenz der Vertragsparteien (COP) des Rahmenübereinkommens der Vereinten Nationen über Klimaänderungen (UNFCCC) gegenüber den Verursacherstaaten stärke.